# Fains (Eure)
Fains es una localidad y comuna francesa situada en la Alta Normandía en Francia, perteneciente al departamento del Eure.

## Demografía
| 189 | 209 | 286 | 296 | 355 | 327 |
| Para los censos de 1962 a 1999 la población legal corresponde a la población sin duplicidades (Fuente: INSEE [Consultar]) |     |     |     |     |     |